# Soudan (Loira Atlantica)
Soudan è un comune francese di 2 095 abitanti situato nel dipartimento della Loira Atlantica nella regione dei Paesi della Loira.

## Società

### Evoluzione demografica
Abitanti censiti